# Eleonora Brigliadori
Eleonora Brigliadori est une actrice et une animatrice de télévision italienne née le 18 février 1960 à Milan.

## Biographie
Après avoir commencé sa carrière en tant que mannequin, elle est apparue pour la première fois à la télévision en 1977 en tant que téléphoniste dans Portobello, une émission de la RAI animée par Enzo Tortora (it). En 1980, elle fait ses débuts en tant que présentatrice de télévision pour la toute nouvelle chaîne privée Canale 5, en alternance avec Fabrizia Carminati (it). Elle s'y fait connaître par son style, qui diffère des canons conventionnels des émissions télévisées diffusées sur la Rai. Elle a notamment défrayé la chronique durant l'émission diffusée le soir du 16 septembre 1982 où, en plus d'annoncer l'épisode de Dallas qui allait être diffusé, elle a fait part au public de son mariage imminent. Après avoir été pendant plusieurs années le visage de Canale 5, elle quitte son poste en 1984.
En 1982, elle joue le rôle de Flaminia dans la télésuite de la RAI Delitto di Stato (it), inspirée d'un roman historique de Maria Bellonci. L'année suivante, elle participe au feuilleton Quelques hommes de bonne volonté de François Villiers. Sur les réseaux Fininvest, elle est la présentatrice de Falpalà (Canale 5, printemps 1983), une émission de télévision sur la mode et la haute couture, ainsi que du spectacle musical Azzurro 1984. En 1984, après avoir quitté les réseaux Fininvest, elle anime l'émission du samedi soir Fantastico 5 (it) sur Rai 1 avec Pippo Baudo et Heather Parisi (it). Au cours de la saison télévisuelle 1990-1991, elle a co-animé avec Fabio Fazio (it) Fantastico Bis, une sketch quotidien liée à l'émission du même nom diffusée en première partie de soirée sur Rai 1. Toujours pour le petit écran, elle participe à la série télévisée Tre passi nel delitto avec Gioele Dix (1993) et au téléfilm Due madri per Rocco, en 1994, tous deux diffusés sur Rai 2.
Au cinéma, elle a joué dans plusieurs comédies italiennes, de Sono un fenomeno paranormale (aux côtés d'Alberto Sordi) à Rimini Rimini, jouant également le rôle principal dans le film érotique La cintura. Dans les années 1990, ses prestations sur le grand écran se sont raréfiées, mais elle est revenue en 2006 avec un rôle dans Notte prima degli esami. En 2006, elle a participé en tant que candidate à la première édition de l'émission de télé-réalité Notti sul ghiaccio, équivalent de l'émission française Ice Show, animée par Milly Carlucci, sur Rai 1.
Alors qu'elle délaisse progressivement son métier de présentatrice de télévision, elle se consacre davantage à des rôles d'actrice au théâtre et dans des fictions, comme dans le feuilleton Les Destins du cœur (2007), où elle joue le rôle de Viviana. En 2011, elle a fait partie des protagonistes de la huitième édition de l'émission de téléréalité L'isola dei famosi, diffusée sur Rai 2, étant éliminée en demi-finale avec 61% des votes.

### Vie privée
Elle est mariée à l'entrepreneur Claudio Gilbo. Le couple a un fils, Gabriele, et deux filles, Maria Teresa et Beatrice.

### Polémiques
En 2007, elle a fait la une des journaux pour un épisode de vandalisme, lorsque, pour des raisons qu'elle déclare artistiques, elle barbouille de peinture une falaise de Gallura, dans la province de Sassari, en Sardaigne.
Au fil des ans, Brigliadori a soutenu des positions à l'encontre du consensus scientifique dans le domaine médical, notamment contre l'utilisation de la chimiothérapie comme traitement du cancer, attaquant durement la recherche scientifique, les entreprises pharmaceutiques et les médecins, notamment Umberto Veronesi, qu'elle traite de « medico demoniaco », (litt. « médecin démoniaque »). L'actrice fait publiquement l'éloge de l'utilisation de méthodes alternatives pour traiter le cancer, pointant du doigt la chimiothérapie comme cause de décès chez les patients cancéreux ; en particulier, elle est adepte de la méthode Hamer, selon laquelle la genèse de toute maladie est due à un traumatisme ou à des conflits non résolus, et elle affirme avoir été guérie du cancer grâce à cette méthode. Hamer a fait de la prison en Allemagne et en France pour « exercice illégal de la médecine ». En 2016, les propos qu'elle a tenus sur le sujet ont donné lieu à un débat très vif avec Maurizio Costanzo. À la suite de cette altercation, Costanzo a décidé de l'écarter de son Maurizio Costanzo Show. Sur le même sujet, Brigliadori en est venue aux mains avec Nadia Toffa, correspondante de l'émission Le Iene.
En février 2017, Brigliadori a annoncé sa « mort » sur sa page Facebook : « Aujourd'hui, Eleonora Brigliadori meurt, tuée par les calomnies les plus monstrueuses qui puissent être conçues contre une personne humaine » et décide de « renaître » sous le pseudonyme d'Aaron Noël. En 2018, elle devait participer à Pechino Express, diffusé à partir de fin septembre sur Rai 2, en compagnie de son fils. Mais après que ses relations se soient tendus avec Nadia Toffa, la mère et le fils ont été exclus de l'émission et remplacé par les gagnants de Le signore della TV, Patrizia Rossetti et Maria Teresa Ruta.
Pendant la pandémie de Covid-19 en Italie en 2021, elle refuse catégoriquement de se faire vacciner et dénonce la dangerosité des vaccins à ARN messager qui vont selon elle « détruire l'humanité » tout en déclarant que « la pandémie n'existe pas ».

## Filmographie
- 1982 : Delitto di stato (it), feuilleton de Gianfranco De Bosio
- 1983 : Quelques hommes de bonne volonté, feuilleton de François Villiers
- 1984 : 2072, les mercenaires du futur (I guerrieri dell'anno 2072) de Lucio Fulci
- 1985 : Sono un fenomeno paranormale de Sergio Corbucci
- 1987 : Rimini Rimini de Sergio Corbucci
- 1989 : Comprarsi la vita de Domenico Campana (it)
- 1989 : La cintura de Giuliana Gamba
- 1990 : Mal d'Africa de Sergio Martino
- 1996 : Senza cuore, feuilleton de Mario Caiano
- 2001 : La Femme qui rêve (La ragion pura) de Silvano Agosti
- 2006 : Notte prima degli esami de Fausto Brizzi
- 2007 : 7 km da Gerusalemme (it) de Claudio Malaponti (it)
- 2007 : Les Destins du cœur (Incantesimo), feuilleton d'Alessandro Cane (it)

## Émissions télévisées
- Portobello (Rete 2, 1977)
- È permesso? (Rete 1, 1978)
- Eleven o'clock (Canale 5, 1980)
- Animatrice de Canale 5 (Canale 5, 1980-1984)
- PIÙ Notturno musicale (Canale 5, 1981-1982)
- Calciomatto (Rete 1, 1982)
- Falpalà (Canale 5, 1983)
- Festivalbar (Canale 5, 1983)
- Azzurro 1984 (Italia 1, 1984)
- Fantastico 5 (Rai 1, 1984-1985)
- Sotto le stelle (Rai 1, 1985)
- Saint Vincent Estate (Rai 1, 1986)
- Sotto l'albero (Rai 1, 1988)
- L'atleta d'oro (Rai 1, 1989)
- Omaggio a Caruso (Rai 1, 1990)
- Swing Ladees (Rai 1, 1991)
- Fantastico Bis (Rai 1, 1991-1992)
- Aspetta e ved...RAI (Rai 1, 1992)
- Stessa spiaggia...stesso mare (Rai 1, 1993)
- Canzoniere dell'estate (Rai 1, 1993)
- Napoli prima e dopo (Rai 1, 1994)
- Concerto de Natale (Rai 1, 1995)
- Canzoni sotto l'albero (Canale 5, 1996) juge
- Ancora tre e poi... 2000 (Rai 1, 1997)
- The World Music Awards (Rai 3, 1998)
- Finalmente 2000 (Rai 1, 2000)
- Mezzogiorno in famiglia (Rai 2, 2003-2005)
- Notti sul ghiaccio (Rai 1, 2006)
- L'isola dei famosi (Rai 2, 2011)

## Théâtre
- Matrimonio de piccoli borghesi, de Bertolt Brecht, mise en scène de F. Battistini (1977)
- Ti ho sposato per allegria, de Natalia Ginzburg (1983)
- Le rose che non colsi, de Guido Gozzano, mise en scène de C. Rivolta (1984)
- Dolce Vienna tu, mise en scène de C. Rivolta (1985)
- La grande magia, de Eduardo De Filippo, mise en scène de Giorgio Strehler (1985)
- Othello, de William Shakespeare, avec Giulio Brogi (1989)
- Il cantico dei cantici, tiré de Salomon (La Bible), mise en scène de C. Rivolta (1990)
- Frammenti del Faust, parte II, de Goethe, mise en scène de Giorgio Strehler (1990)
- Brutte nuove, bella mia (Mary Mary), de Jean Kerr, mise en scène de F. Balestra (1996)
- Omaggio a Strehler: ultima ripresa de "La grande magia", mise en scène de Giorgio Strehler (1998)
- Le voci dal teatro, mise en scène de R. Giordano (2000)
- Follia d'amore, mise en scène de R. Giordano (2000)
- Elena, d'Euripide, mise en scène de L. Galassi (2004)
- Antigone Vs. Lara Croft, de et avec Eleonora Brigliadori (2006)
- deario segreto. Lettere dai campi de sterminio, de et avec Eleonora Brigliadori (2007)
- Lysistrata, d'Aristophane, mise en scène de Livio Galassi (2009)
- Atlantide, tiré de Crizia de Platon, mise en scène de Eleonora Brigliadori, Teatri de Pietra (2010)
- Truculentus, de Plaute, Teatri de Pietra (2011)

## Discographie
- 1985 – Balla il tip-tap/L'amore è un film (CBS, A 6438)